# Bare Knuckle Fighting Championship
Bare Knuckle Fighting Championship (BKFC) — международная профессиональная спортивная организация, базирующаяся в США, штат Филадельфия. Специализируется на проведении турниров по боям на голых кулаках в США, Великобритании, Канаде, Италии, Болгарии, Азии и ОАЕ. Основанная в 2018 году и имеющая по состоянию на 9 августа 2025 года 131 проведённый турнир, BKFC является крупнейшей и ведущей организацией по кулачным боям, а также первой с 1889 года промоутерской компанией, получившей право организовывать поединки по этой дисциплине на территории США. Основателем и руководителем является американский предприниматель и бывший профессиональный боксёр Дэвид Фельдман, владельцем — компания Triller, а послом бренда выступает один из величайших бойцов смешанных единоборств в полулёгком и лёгком дивизионах Конор Макгрегор, который с апреля 2024 года также является совладельцем со своей компанией McGregor Sports & Entertainment. Одним из главных судей (рефери) в ринге выступает Дэн Мираглиотта, который с 2007 года является главным судьёй в восьмиугольном ринге организации UFC и признавался одним из лучших и наиболее востребованных специалистов в истории смешанных единоборств, имея также многолетний опыт работы в таких лигах, как Bellator и PFL. На турнирах BKFC выступает множество бойцов международного уровня из ведущих мировых организаций по смешанным единоборствам, классическому боксу, кикбоксингу и тайскому боксу, в том числе UFC, Bellator, ONE Championship и Glory.
Профессиональный успех BKFC послужил стимулом к созданию российских кулачных организаций, получивших впоследствии легальный статус, а также к  официальному признанию кулачного боя спортивной дисциплиной в России, состоявшемуся в ноябре 2021 года. В частности, первой из них стала Top Dog FC, которая провела свой первый турнир в декабре 2019 года, позаимствовав антураж у ныне неактивного подпольного английского бойцовского клуба BKF Fight Club, основанного в январе 2019 года. Первым российским бойцом, подписавшим контракт с лигой BKFC и представляющим в ней только российский флаг, в марте 2021 года стал Евгений Курданов, который по состоянию на январь 2025 года провёл в ней 3 поединка, до этого выступав на российских кулачных турнирах Hardcore FC, Ultimate Fonbet Fighting (от AMC Fight Nights), Punch Club и Top Dog FC. Другими выходцами из постсоветского пространства, которым удавалось провести в BKFC несколько поединков, являются ирландец российского происхождения Артём Лобов (позже выступивший в украинской лиге Mahatch FC) и украинец Бовар Ханаков (до этого выступавший в американской лиге BYB и российской Top Dog FC).

## История

### Истоки
Кулачные бои в качестве соревнований возникли в глубокой древности. Они входили в программу античных олимпийских игр и практиковались гладиаторами в Древнем Риме. В XVIII веке в Великобритании был разработан регламент проведения кулачных боёв, получивший известность как правила Бротона. В 1838 году были приняты заменившие их Правила лондонского призового ринга, которые предусматривали поединок на голых кулаках в квадратном ринге.
В конце XIX века бои на голых кулаках оказались вытеснены более безопасным боксом в перчатках, после чего поединки без перчаток проходили только подпольно.

### Становление BKFC
В 2010 году американский бизнесмен Дэвид Фельдман задумал возродить легальные кулачные бои. По словам Фельдмана, эта мысль пришла ему в голову, когда он увидел в интернете записи подпольных кулачных боёв канадского бойца Бобби Ганна. Фельдмана вдохновлял успех смешанных единоборств, которые ещё в 90-х гг. XX века были вне закона, но быстро получили огромную популярность и официальное признание.
Летом 2011 года Дэвид Фельдман организовал бой между Бобби Ганном и Ричардом Стюардом, где Ганн выиграл нокаутом в третьем раунде. Поединок проходил на территории казино Форта Макдоуэлл, индейской резервации племени явапаи в штате Аризона. Место поединка было выбрано в связи с тем, что на территории индейской резервации не требовалось санкционирования американских властей для проведения боя. Несмотря на это, сотрудники офиса сенатора от штата Аризона Джона Маккейна пытались предотвратить проведение поединка. Маккейн в течение долгих лет также пытался запретить MMA в США.
Атлетические комиссии штатов долгое время отказывались признавать кулачные бои. В течение нескольких лет 28 из 29 спортивных ассоциаций штатов, к которым Фельдман обращался для официального санкционирования поединков, ответили ему отказом. Только власти штата Вайоминг разрешили провести на своей территории кулачные бои. Брайан Педерсен, председатель комиссии штата по смешанным единоборствам, решил, что легализация бокса на голых кулаках позволит Вайомингу улучшить свою экономическую ситуацию и привлечь к себе дополнительное внимание. Педерсен сказал, что два вида спорта, которые уже регулирует комиссия штата по единоборствам, кикбоксинг и MMA, допускают удары коленом, голенью или локтем по голове. Также он сравнил разницу между классическим боксом и кулачными боями с американским футболом и регби, отметив, что отсутствие защитного снаряжения вынуждает регбистов действовать осмотрительнее.
Получив официальное разрешение на проведение боёв, Дэвид Фельдман в апреле 2018 года основал промоушн Bare Knuckle Fighting Championship. Первый турнир этой организации прошёл 2 июня 2018 года в столице штата Вайоминг Шайенне. После успешного проведения данного мероприятия, Фельдман добился разрешений проводить турниры BKFC и на территории ряда других штатов.

## Правила
Бои BKFC проходят в специальном округлом ринге диаметром 22 фута, называемом «Squared Circle» («квадратный круг»). Эта форма ринга отсылает к историческим боям на кулаках XIX века, проходившим по правилам Бротона.
К боям Bare Knuckle Fighting Championship допускаются только профессиональные спортсмены, выступающие в боксе, кикбоксинге, муай-тай и смешанных единоборствах. Поединки проводятся как между мужчинами, так и между женщинами. В BKFC существует шесть весовых категорий.
Все бои обслуживают судьи и рефери с большим опытом работы в спортивных единоборствах, а турниры организации проходят под эгидой Атлетической комиссии, которая является членом Association of Boxing Commissions.
Бои проводятся по 5 раундов длительностью по 2 минуты, в отдельных случаях бой может длиться 7 или 9 раундов.
Поединки похожи на бокс, однако при этом бойцы не используют перчаток. Спортсмены имеют право забинтовать лишь кисть руки, однако просвет до костяшек кулака должен составлять не менее трех сантиметров. В боях BKFC запрещены любые борцовские приемы и удары ногами, коленями, локтями, удары в пах, тычки в глаза, а также добивание соперника, когда он находится на канвасе. В то же время разрешён клинч и удары открытой ладонью. В клинче бойцам разрешено захватывать одной рукой шею оппонента, другой при этом наносить удары. Если в клинче более трёх секунд не проводится активных действий, рефери разнимает бойцов.

## Специфика поединков
Несмотря на схожесть с боксом в перчатках, кулачные бои серьёзно отличаются от боксерских поединков. В боях на голых кулаках другая дистанция и другой темп боя; меньше серийной работы ударными комбинациями, а бойцы чаще делают акцент на сильных и точных одиночных ударах; в кулачных боях чаще встречаются «грязные» приемы. Из-за отсутствия перчаток в кулачных боях неприменимы многие техники защиты руками от ударов из классического бокса. В то же время, из-за того, что бои ведутся на голых кулаках, у спортсменов есть большой риск травмировать руки при попадании в твердую кость соперника (например, в лоб). Ввиду этого бойцы зачастую стараются не наносить удары в полную силу. Однако удары голым кулаком в лицо легко вызывают серьёзные рассечения, что придаёт поединкам кровавый характер.

## Организация турниров

### Партнеры по вещанию
Первым партнером Bare Knuckle Fighting Championship по платной трансляции боёв стал сервис FITE TV. В августе 2020 года началось сотрудничество между BKFC и одним из крупнейших спортивных стриминговых сервисов DAZN.

## Влияние
BKFC привлёк большой интерес у поклонников единоборств к кулачным боям. На волне успеха организации в конце 2010-х годов высказывались предположения, что возрождённые им кулачные бои станут заметной частью индустрии профессиональных единоборств, найдя свою нишу за счёт классического бокса и смешанных единоборств.
По примеру BKFC начали создаваться кулачные организации в других странах. Например, в России такими стали Top Dog FC и Hardcore FC.